# Bulletproof (pel·lícula de 1988)
Bulletproof és una pel·lícula d'acció estatunidenca de Steve Carver estrenada el 1988.

## Argument
Frank McBain, un policia dur i eficaç, és contractat pel govern dels EUA per recuperar un carro d'assalt ultramodern robat per un grup terrorista.

## Repartiment
- Gary Busey: Frank McBain
- Darlanne Fluegel: Devon Shepard
- Henry Silva: Coronel Kartiff
- Thalmus Rasulala: Billy Dunbar
- L Q. Jones: Sergent O'Rourke
- René Enríquez: General Brogado (surt als crèdits com Rene Enriquez)
- Mills Watson: Colby
- James Andronica: Agent Tarpley
- R.g. Armstrong: Milles Blackburn
- William Smith: Major rus (surt als crèdits com Bill Smith)
- Luke Askew: General Gallo
- Lincoln Kilpatrick: Captain Briggs
- Lydie Denier: Tracy
- Ramón Franco: Camilo (surt als crèdits com Ramon Franco)
- Juan Fernández: Pantaro (surt als crèdits com Juan Fernandez)